# Liste der Residenzschlösser in Thüringen
Dieser Artikel listet die ehemaligen Residenzschlösser im deutschen Bundesland Thüringen auf.
Unter den hunderten Schlössern im Land nehmen die rund 30 Residenzschlösser eine besondere Stellung ein. Sie dienten Herzögen, Grafen und Fürsten als dauerhafter Wohnsitz und sind oftmals sehr repräsentativ ausgeführt. Bedingt durch die besondere territoriale Zersplitterung Thüringens in der frühen Neuzeit gilt das Land als eine der residenzenreichsten Gegenden Europas. Eine Residenz kommt hier auf rund 500 km² Fläche. Die bedeutendsten unter ihnen waren die ernestinischen Hauptresidenzen in Weimar, Coburg und Gotha, die schwarzburgische Hauptresidenz Rudolstadt und die reußische Hauptresidenz Greiz.
Die Sortierung erfolgt alphabetisch nach dem heutigen Ortsnamen.
| Ort                  | Schloss                              | Residenz                                                                                       | Ursprung                                                               | Bauzeit                                                                                        | Bild |
| -------------------- | ------------------------------------ | ---------------------------------------------------------------------------------------------- | ---------------------------------------------------------------------- | ---------------------------------------------------------------------------------------------- | ---- |
| Altenburg            | Schloss Altenburg                    | Sachsen-Altenburg (1603–1672) (1826–1918)                                                      | Slawische Burg aus der Zeit um 800 Kaiserpfalz aus dem 12. Jahrhundert | Renaissance (16. Jh.) Barock (1724–1732)                                                       |      |
| Arnstadt             | Schloss Neideck                      | Schwarzburg-Arnstadt (1599–1716)                                                               | Burg der Äbte von Hersfeld, 1273 erstmals erwähnt                      | Renaissance (1553–1560) 1811 abgerissen                                                        |      |
| Barchfeld            | Schloss Wilhelmsburg (Barchfeld)     | Hessen-Philippsthal-Barchfeld (1721–1944)                                                      | Burg aus dem 12. Jahrhundert                                           | Barock (1690–1730)                                                                             |      |
| Bad Lobenstein       | Neues Schloss                        | Reuß-Lobenstein (1647–1824)                                                                    | Schlossbau von 1601                                                    | Barock (1714–1718)                                                                             |      |
| Burgk                | Schloss Burgk                        | Reuß-Burgk (1596–1640) (1668–1697)                                                             | Burg aus dem 14. Jahrhundert                                           | Renaissance (1600–1624)                                                                        |      |
| Ebeleben             | Schloss Ebeleben                     | Schwarzburg-Ebeleben (1651–1681)                                                               | Burg                                                                   | Barock (1651) 1945 zerstört                                                                    |      |
| Ebersdorf            | Schloss Ebersdorf                    | Reuß-Ebersdorf (1678–1848)                                                                     | Wasserburg                                                             | Barock (1690–1693) Klassizismus (1788–1792)                                                    |      |
| Eisenach             | Residenzhaus Eisenach/Alte Residenz  | Sachsen-Eisenach (1596–1741)                                                                   | Landgrafenhof aus dem 12. Jahrhundert                                  | Ausbau zur Residenz ab 1600, 1741 zu großen Teilen abgerissen, Neubau: Eisenacher Stadtschloss |      |
| Eisenberg            | Schloss Christiansburg Schlosskirche | Sachsen-Eisenberg (1680–1707)                                                                  | Burg aus dem 12. Jahrhundert                                           | Barock (1677–1692)                                                                             |      |
| Erfurt               | Kurmainzische Statthalterei          | Nebenresidenz von Kurmainz (Statthalter Erfurts) (1699–1802)                                   | drei Bürgerhäuser                                                      | Renaissance (1540) Barock (1711–1720)                                                          |      |
| Gera                 | Schloss Osterstein                   | Reuß-Gera (1564–1802) Reuß jüngerer Linie (1848–1918)                                          | Burg, 1234 erstmals erwähnt                                            | Renaissance (16. Jh.) Barock (1717–1735) 1945 zerstört, 1962 abgerissen                        |      |
| Gotha                | Schloss Friedenstein                 | Sachsen-Gotha (1640–1918)                                                                      | Burg Grimmenstein aus dem 11. Jahrhundert                              | Barock (1643–1654)                                                                             |      |
| Greiz                | Oberes Schloss                       | verschiedene Linien von Reuß-Greiz (1560–1778) Reuß älterer Linie (1778–1809)                  | Burg der Vögte, 1225 erstmals erwähnt                                  | Renaissance (1540–1546)                                                                        |      |
| Greiz                | Unteres Schloss                      | Reuß älterer Linie (1809–1918)                                                                 | kleines Schloss im Marienkirchhof von 1564                             | Klassizismus (1802–1809)                                                                       |      |
| Hildburghausen       | Schloss Hildburghausen               | Sachsen-Hildburghausen (1680–1826)                                                             | Neubau                                                                 | Barock (1685–1707) im Zweiten Weltkrieg zerstört, Abriss 1947–1950                             |      |
| Hirschberg           | Schloss Hirschberg                   | Reuß-Hirschberg (1678–1711)                                                                    | Burg                                                                   | Barock (1678)                                                                                  |      |
| Jena                 | Schloss Jena                         | Sachsen-Jena (1672–1690)                                                                       | Landgrafenburg aus dem 14. Jahrhundert                                 | bis 1905 komplett abgerissen, heute Universitätshauptgebäude Jena                              |      |
| Marksuhl             | Schloss Marksuhl                     | Sachsen-Eisenach (1672–1686)                                                                   | Neubau                                                                 | Renaissance (1587–1591)                                                                        |      |
| Meiningen            | Schloss Elisabethenburg              | Sachsen-Meiningen (1680–1918)                                                                  | Burg der Würzburger Bischöfe                                           | Barock (1682–1692)                                                                             |      |
| Neustadt an der Orla | Schloss Neustadt an der Orla         | Sachsen-Zeitz-Pegau-Neustadt (1681–1718) Nebenresidenz von Sachsen-Weimar-Eisenach (1815–1918) | Ehemaliges Augustiner-Eremiten-Kloster                                 | Barock (1674)                                                                                  |      |
| Ohrdruf              | Schloss Ehrenstein                   | Gleichen (1550–1631)                                                                           | Peterskloster Ohrdruf                                                  | Renaissance (1550–1610)                                                                        |      |
| Rudolstadt           | Schloss Heidecksburg                 | Schwarzburg-Rudolstadt (1571–1918)                                                             | Burg                                                                   | Barock (1737–1742)                                                                             |      |
| Römhild              | Schloss Glücksburg                   | Sachsen-Römhild (1680–1710)                                                                    | Hennebergische Wasserburg                                              | Gotik (1465–1491) Barock (1676–1680)                                                           |      |
| Saalfeld             | Schloss Saalfeld                     | Sachsen-Saalfeld (1680–1735)                                                                   | Benediktinerabtei Saalfeld                                             | Barock (1677–1679)                                                                             |      |
| Schleiz              | Schloss Schleiz                      | Reuß-Schleiz (1647–1848)                                                                       | Burg aus dem 14. Jahrhundert                                           | Barock (1753–1755) im Zweiten Weltkrieg zerstört                                               |      |
| Schleusingen         | Schloss Bertholdsburg                | Henneberg (1274–1583)                                                                          | Burg, 1226 erstmals erwähnt                                            | Renaissance (um 1500)                                                                          |      |
| Schmalkalden         | Schloss Wilhelmsburg                 | Nebenresidenz von Hessen-Kassel (1583–Anfang 19. Jh.)                                          | Burg Wallraff                                                          | Renaissance (1585–1590)                                                                        |      |
| Sondershausen        | Schloss Sondershausen                | Schwarzburg-Sondershausen (1571–1918)                                                          | Burg aus dem 13. Jahrhundert                                           | Renaissance (1534–1550) Barock/Rokoko (1680–1771) Klassizismus (1836–1851) Historismus         |      |
| Weimar               | Weimarer Stadtschloss                | Sachsen-Weimar (1572–1918)                                                                     | Wasserburg aus dem 10. Jahrhundert                                     | Klassizismus (1789–1803)                                                                       |      |